# Жоли де Флёри, Жан-Франсуа
Жан-Франсуа Жоли де Флёри (фр. Jean-François Joly de Fleury; 7 июня 1718, Париж, королевство Франция — 12 декабря 1802, Париж, Первая империя) — французский государственный деятель и финансист. Генеральный контролер финансов (министр финансов) во Франции с 21 мая 1781 по 29 марта 1783.

## Основные изменения в финансовой системе Франции
Вводил косвенные налоги.
Понизил пенсии королевского двора.
Понизил военно-морской бюджет.
В 1781 году ввел устав, согласно которому, офицерское звание мог получить дворянин, только с 4-го поколения.

## Задачи и отречение от должности
Основной задачей Флёри было возвращение кредита, который взял Жак Неккер.
Флери подал в отставку, так как не знал каким образом страна будет возвращать огромный долг